# Medvídek Ušáček

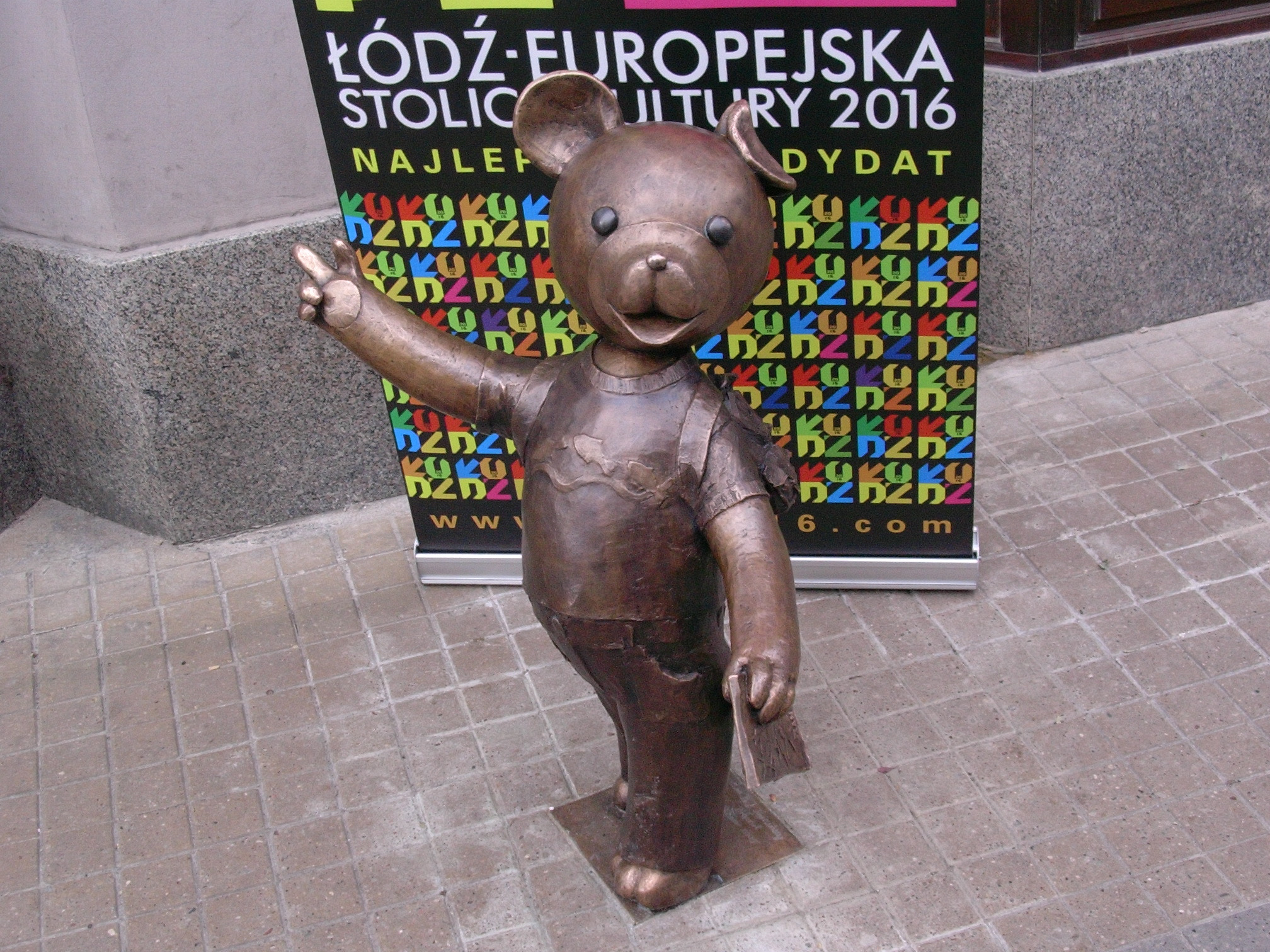
Socha Medvídka Ušáčka.

Medvídek Ušáček[zdroj⁠?!] (v polském originále Miś Uszatek) je polský animovaný seriál krátkých příběhů pro děti. Seriál vyrábělo v letech 1975–1987 Studio Małych Form Filmowych v Lodži. Každý ze 104 dílů má délku asi osm minut.
Hlavní postavu seriálu Medvídek Ušáček stvořili společně spisovatel Czesław Janczarski a kreslíř Zbigniew Rychlicki už v roce 1957. Stal se námětem několika knih, ale skutečně oblíbeným se stal až poté, co nově vytvořený seriál začala vysílat Polská televize.
Seriál byl vysílaný v mnoha zemích světa, například Finsku, Íránu, Japonsku, Kanadě, Maďarsku, Nizozemsku, Severní Makedonii, Slovensku nebo Španělsku. V polském znění ho namluvil Mieczysław Czechowicz, ve slovenském Michal Dočolomanský.
V jednotlivých dílech Medvídek Ušáček vypráví před tím, než se uloží do postele, o tom, co se daný den stalo. Příběh obsahuje i ponaučení.